# اوشی نو کو
اوشی نو کو (به انگلیسی: Oshi no Ko) که معنی تحت الحفظی آن ستاره من می‌شود، مجموعه مانگا ژاپنی نوشته آکا آکاساکا و تصویرگری منگو یوکواری است که از آوریل ۲۰۲۰ تا نوامبر ۲۰۲۴ در هفته‌نامه ویکلی یانگ جامپ منتشر شد. داستان دربارهٔ یک پزشک و بیماری است که به‌عنوان دوقلو یک آیدل معروف ژاپنی به نام آی هوشینو دوباره متولد می‌شوند. مجموعه تلویزیونی انیمه اقتباس شده از این اثر در آوریل ۲۰۲۳ به نمایش درآمد.
مجموعه تلویزیونی انیمه اقتباسی ساخته استودیو دوجا کوبو در ۱۱ قسمت را از آوریل تا ژوئن ۲۰۲۳ پخش شد و فصل دوم هم در ژوئیه ۲۰۲۴ نیز منتشر شد. در آمریکای شمالی، دوبله انگلیسی اثر تحت لایسنس سنتایی فیلم‌ورکس است که در مه ۲۰۲۳ در وبسایت هایدایو منتشر شد.

## داستان
متخصص زنان و زایمان، گورو آمامیا، وظیفه دارد بدون اطلاع عموم، به زایمان فرزندان آی هوشینو، یک آیدل مشهور که او را تحسین می‌کند، کمک کند. با این حال، در شب زایمان آی، گورو توسط یکی از طرفداران آی به قتل می‌رسد و به عنوان آکوا هوشینو مارین، پسر آی، متولد می‌شود و خاطرات زندگی قبلی خود را حفظ می‌کند. خواهر دوقلوی آکوا، روبی هوشینو، بدون اطلاع او،  سارینا تندوجی، یکی از بیماران گورو است که از طرفداران آی بود. چهار سال بعد، آی توسط همان طرفداری که گورو را کشته بود به قتل می‌رسد. طرفدار بعدا میمیرد اما آکوا نتیجه می‌گیرد که قاتل ممکن است پدر او و روبی را به عنوان همدست داشته باشد و تصمیم می‌گیرد برای پیدا کردن و کشتن او به صنعت سرگرمی نفوذ کند.
دوازده سال بعد، آکوا و روبی دانش‌آموز دبیرستانی و توسط ایچیگو و میاکو سایتو، صاحبان آژانس استعدادیابی آی، استرابری پروداکشنز، به فرزندخواندگی پذیرفته شده‌اند. روبی رؤیای این را دارد که خودش یک آیدل شود. او یک گروه آیدل را با بازیگر کانا آریما و یوتیوبر مم چو تشکیل می‌دهد و آن را به نام گروه سابق آی، «بی کوماچی» نامگذاری می‌کند، در حالی که آکوا به حرفه بازیگری بازگشته است و از دوست جدید خود، آکانه کوروکاوا که یک بازیگر است، به عنوان وسیله ای برای یافتن پدرش استفاده می‌کند. درنهایت آکوا و روبی هر دو شروع به ساختن حرفه خود در دنیای سرگرمی می‌کنند.
آکوا در طول یک نمایش، متوجه می‌شود که با همبازی اش تایکی هیمکاوا، پدری مشترک دارند که او قبل از قتل آی در اثر خودکشی مرده بود. با این حال، آکوا از طریق آکانه متوجه می‌شود که پدر آنها ممکن است بازیگر هیکارو کامیکی باشد که هنوز زنده است. در همان زمان، در حین فیلمبرداری برای موزیک ویدیوی بی کوماچی، روبی جسد گورو را پیدا می‌کند و از مقصر قتل او و آی باخبر می‌شود. هر دو حادثه به ترتیب به کینه آکوا و روبی دامن می‌زنند و آنها را تشویق می‌کنند تا پدرشان را پیدا کنند. با این حال، آنها در طول تلاش‌هایشان برای رسیدن به پدرشان با یکدیگر اختلاف پیدا می‌کنند و در نهایت پس از اینکه آکوا، رابطه آنها را با آی به رسانه‌ها اعلام می‌کند، اعتمادشان را نسبت به یکدیگر از دست می‌دهند.
آکوا با کمک گوتاندا، فیلمنامه ای برای فیلمی که براساس زندگی‌نامه آی است، با عنوان دروغ ۱۵ ساله می‌نویسد تا بتواند توجه هیکارو را به خود جلب کند. روبی با موفقیت نقش اصلی را ایفا می‌کند. او همچنین زمانی که نقش مادرش را بازی می‌کرد، برای اینکه بهتر شخصیت او را درک کند، مجبور شد با گذشته خود روبرو شود و نهایتاً او و آکوا به شخصیت واقعی یکدیگر پی بردند.

## توسعه

### نوشتن
آکا آکاساکا در نظر داشت داستانی دربارهٔ تناسخ به عنوان فرزند آیدل بنویسد، شوخی معروفی در ژاپن که اغلب پس از فاش شدن خبر ازدواج یک آیدل استفاده می‌شود. او بعداً از طریق استریمرها شروع به شنیدن شکایاتی در مورد صنعت سرگرمی کرد و روی اقتباس فیلم لایو اکشن مانگای قبلی خود، کاگویا-ساما: عشق جنگ است کار کرد. او تصمیم گرفت که زمان مناسبی برای ساختن داستانی در مورد صنعت سرگرمی است و از ایده قبلی خود استفاده کرد. مانگاهایی که براساس صنعت سرگرمی هستند، معمولاً بر اشکال سنتی سرگرمی مانند فیلم‌ها، درام‌ها و نمایشنامه‌ها تمرکز دارند. با این حال، صنعت سرگرمی با ظهور اینترنت شاهد تغییرات قابل توجهی بود؛ بنابراین آکاساکا تصمیم گرفت موضوعات معاصر بیشتری را در مانگا بگنجاند.
آکاساکا در حین نوشتن اوشی نوکو، تحقیقات گسترده‌ای در صنعت سرگرمی ژاپن انجام داد. او با انواع مختلفی از سرگرمی‌ها، از آیدل‌ها گرفته تا مدیران و کاربران یوتیوب صحبت کرد. او همچنین در گفت و گو با انیمه نیوز نتورک، تفاوت‌های فراوانی که بین این صنعت در ژاپن و آمریکا وجود دارد، مانند عدم وجود اتحادیهها را بیان کرد. آکاساکا می‌دید که برخی افراد که در صنعت سرگرمی فعالیت می‌کنند، توسط بعضی طرفداران مورد انتقاد قرار می‌گیرند. این باعث شد که او تصمیم بگیرد دنیای آیدل را در نوری تاریک به تصویر بکشد. بسیاری از افرادی که در صنعت سرگرمی مشغول به کار بودند، اعتراف کردند که از این انتقادها به شدت از نظر عاطفی آسیب دیده‌اند، و این موضوع باعث شد آکاساکا متوجه شود که این افراد احساسات واقعی خود را به خاطر حرفه و طرفداران خود پنهان می‌کنند. آکاساکا گفت: «من می‌خواهم مردم بدانند که استعدادهای جوان چگونه آسیب می‌بینند، مورد بهره برداری قرار گرفته و رنج می‌برند. فکر می‌کنم این کار همچنین این سوال را مطرح می‌کند که مردم چگونه باید با آنها رفتار کنند.»
بسیاری از داستان‌های اوشی نوکو بر اساس تکه‌هایی از رویدادهای واقعی زندگی هستند. آکاساکا اظهار داشت که سبک اساسی نوشتار او، سبک اوشی نوکو است و کمدی که در کاگویا ساما وجود دارد به دلیل درخواست بخش تحریریه بود. با این حال، او طنز مشابهی را در اوشی نوکو گنجاند تا خواندن آن آسانتر شود. هنگام نوشتن، آکاساکا گاهی به شخصیت‌های خاصی علاقه‌مند می‌شد و نقش‌های بزرگ‌تری را در طرح به آنها می‌داد، مانند مم چو.

### تصویرگری
وقتی آکاساکا ایده اوشی نوکو را مطرح کرد، بلافاصله با هنرمندی به نام منگو یوکواری تماس گرفت، زیرا یوکواری قبلاً با صنعت سرگرمی در تکباره سروکار داشت. آنها از مدت‌ها قبل با هم آشنا بودند اما هرگز با هم کار نکرده بودند. هنگام طراحی کاراکترها، آکاساکا معمولاً یک طرح اولیه را برای مسئول استوری‌بردها ارسال می‌کرد. او گاهی اوقات به یوکواری اجازه می‌داد تا طرح‌ها را هر طور که می‌خواهد بکشد. تنها زمانی که آنها طراحی شخصیت را تغییر دادند زمانی بود که یکی از شخصیت‌ها بسیار شبیه شخصیت واقعی بود که از آن الگوبرداری شده بود.